# Raluca Ioniță
Raluca Ioniță, född den 9 juni 1976 i Ploiești, Rumänien, är en rumänsk kanotist.
Hon tog OS-brons på K-4 500 meter i samband med de olympiska kanottävlingarna 2000 i Sydney.